# رولاند غرينبيرغ
رولاند غرينبيرغ (بالنرويجية البوكمول: Rowland Greenberg)‏ هو عازف جاز نرويجي، ولد في 28 أغسطس 1920 في كريستيانية في النرويج، وتوفي في 2 أبريل 1994 في أوسلو في النرويج.

## وصلات خارجية
- رولاند غرينبيرغ على موقع أرشيف الدراجات (الإنجليزية)
- رولاند غرينبيرغ على موقع ميوزك برينز (الإنجليزية)
- رولاند غرينبيرغ على موقع ديسكوغز (الإنجليزية)